# Aantekenstrook

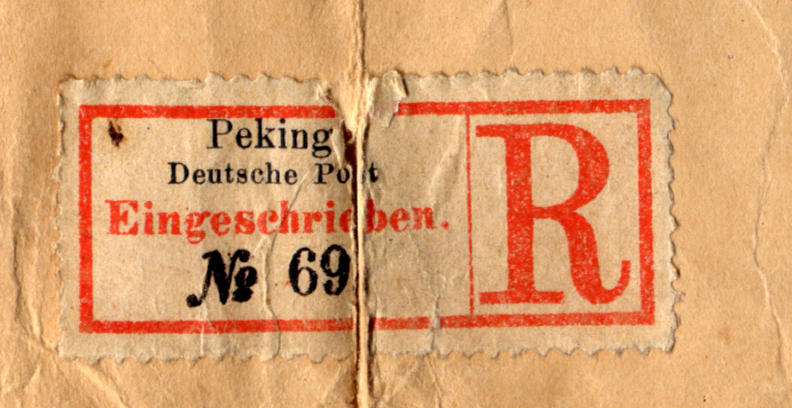
Aantekenstrookje van de Deutsche Post in Peking, 1901.

Een aantekenstrook is een postaal etiket dat op een poststuk wordt geplakt om aan te geven dat het aangetekend is verzonden en als zodanig behandeld moet worden. De Wereldpostunie heeft besloten dat een aantekenstrookje de hoofdletter "R" van het Franse woord "Lettre Recommandée" moet bevatten.
In 1945 diende in Hamburg het aantekenstrookje tevens als frankering: voor het aantekenstrookje moest 30 pfennig worden betaald en dat was precies het tarief van het aantekenen. Dit hield verband met de toen heersende papierschaarste.